# Numfor
Isla de Numfor (en indonesio: Pulau Numfor; también escrito Numfoor, Noemfoor, Noemfoer) es una de las islas de Biak (antiguamente islas Schouten) en la provincia de Papúa, al este del país asiático de Indonesia. Fue el sitio donde se produjo un conflicto entre los japoneses y las fuerzas aliadas durante la Segunda Guerra Mundial, y fue una base aérea importante para ambas partes.
La isla está situada al norte de la gran bahía Cenderawasih (antes Geelvink). Aproximadamente, de forma ovalada, tiene una superficie de 335 kilómetros cuadrados (129 millas cuadradas).